# (5567) Durisen
(5567) Durisen (1953 FK1) – planetoida z grupy pasa głównego asteroid okrążająca Słońce w ciągu 5,05 lat w średniej odległości 2,94 j.a. Odkryta 21 marca 1953 roku.